# 茅山道院
茅山道院，位于江苏省镇江市句容市，是道教宫观。

## 总述
茅山原名句曲山。西汉时，陕西咸阳南关的茅盈、茅固、茅衷三兄弟来茅山创建茅庵，修道、采药、炼丹，为民众治病，句曲山遂改名“三茅山”，简称“茅山”。三国时期，葛玄在茅山学道。东晋时期，句容人杨羲、许谧传《上清经》。南朝齐梁之间，道士、炼丹家、医药学家陶弘景辞官隐居茅山，在上清道派的基础上开创道教茅山宗（也称茅山派）。隋末唐初，道士王远知敕建太平观。唐宋时期，茅山高道迭出，上清道派十分兴盛，敕建宫观很多，受皇室崇奉。从魏晋到元朝，茅山共传承四十六代宗师。金元时期，全真道在中国北方兴起，后南传至茅山，当时茅山有宫观、庙宇、馆、殿堂、亭台楼阁、坛、精舍、道院、茅庵、丹井、书院、桥梁等建筑300多座，共五千余间，其中许多是道教建筑。
明朝以后，茅山道教日衰。清朝末年到中华民国年间，由于战争不断，茅山的道教宫观多被烧毁，后来仅存九霄万福宫、元符万宁宫、崇禧万寿宫，以及德佑观、仁佑观、乾元观、玉晨观、白云观，俗称“三宫五观”。抗日战争期间，日军对茅山两次大扫荡，三宫五观多被破坏，仅存的建筑也多破败。
中华人民共和国成立后，三宫五观合并为“茅山道院”。文化大革命期间，茅山道院停止宗教活动，后仅存九霄万福宫与元符万宁宫的破败殿房20多间。
1982年起，茅山道院开始重修。到21世纪初，已形成两宫一观的格局，即九霄万福宫、元符万宁宫、葛仙观（位于句容市葛仙湖公园，不属于茅山传统上的“三宫五观”）。1997年，在元符万宁宫后面的积金峰南山腰，露天塑了一尊高33米的紫铜太上老君像。2010年，开始恢复重建原来的三宫即崇禧万寿宫。2011年下半年，维修并改造九霄万福宫的大部分建筑，2011年底完工；2012年5月下旬开始九霄万福宫第二期维修和改造工程，2012年底完工。
1992年成立的镇江市道教协会起初茅山道院为所在地。2009年，镇江市道教协会迁至镇江市润州区润州道院。茅山道院的两宫一观分别设有宫观民主管理委员会，2000年代末，茅山道院九霄万福宫民主管理委员会主任为简祖洪（镇江市道教协会副会长），元符万宁宫民主管理委员会主任为冯可珠（镇江市道教协会副会长），句容葛仙观民主管理委员会主任为郑志平（镇江市道教协会副会长）。

## 分述
山门：位于山路上，是一座牌坊式建筑，红墙飞檐，三券门。正门正面额题“茅山道院”四个黄字，背面额题“紫气新辉”四个隶书大字。左右侧门背面额题“出玄”、“入牝”。

### 九霄万福宫
九霄万福宫地处茅山最高峰大茅峰上，俗称顶宫。据说始建于西汉三茅真君得道飞升之后。起初是石坛、石屋，供奉三茅真君石像。元朝延佑三年（1316年），赐额“圣佑观”，专祀大茅真君茅盈。明朝万历二十六年（1598年）敕赐名“九霄万福宫”。后人简称九霄宫、万福宫、顶宫，俗称“大茅峰”。
九霄万福宫原有太元、高真、二圣、灵官、龙王五座殿堂；藏经、圣师两座楼阁；毓祥、绕秀、怡云、种壁、礼真、仪鹄六座道院，左右两侧有客堂、道舍等建筑百余间。后因战争及人祸，建筑逐渐被毁。
1983年茅山道院对外开放后，九霄万福宫整体和局部多次进行修缮。2011年，九霄万福宫再次开始修缮，这是1983年之后修缮规模最大的一次。此次修缮中，九霄万福宫进行了整体规划，建筑统一为明清风格，宫内27个垃圾桶也做成仿古风格，台阶旁增设仿木扶手，洗手间按三星级标准改造，而且道士统一穿道装，工作人员统一穿唐装。2000年公布为句容市文物保护单位。
九霄万福宫依山而建，坐北朝南，现存建筑多为1983年之后重建，现有殿宇四进。主要建筑有：
- 广场：位于灵官殿前。
- 灵官殿：为第一进建筑，也是九霄万福宫的山门。正面门额镶嵌石刻“敕赐九霄万福宫”七字。门两侧墙壁之上分别横书“道炁常存”、“万寿无疆”。门前左右两侧各蹲一只石狮。门外石阶下，两侧各立木质旗杆一根。灵官殿屋顶正中立有一黄色葫芦。“葫芦”与“福禄”谐音，在茅山道教中，葫芦代表上接天水、下保吉祥，寓意风调雨顺，道教以黄色为尊贵，所以设黄色葫芦。灵官殿内供奉王灵官。灵官殿东侧有“迎旭”门。[4][6]
- 藏经楼：为第二进建筑。楼下为过道。
  - 宝藏库：位于藏经楼背后东侧，坐南朝北，单檐歇山顶。
  - 坎离宫：位于藏经楼背后西侧，坐南朝北，单檐歇山顶。为道士替信众看面相、手相之处。
- 太元宝殿：为第三进建筑，也是九霄万福宫主体建筑。如今为茅山道院道士早晚诵经和日常活动场所。殿门上石额有篆书“太元宝殿”四字。屋顶正中立有一黄色葫芦。太元宝殿背面正中开一券门，门旁是汉白玉贴金对联：“音亦可观始信聪明无二用，佛何称士须知儒释本同源”。太元宝殿西侧有一个角门，门额“道通逍遥”，门旁有对联：“迎送远近通达道，进退迟速游逍遥”，经过此门可到入画亭院落。[4][6]
  - 太岁殿：位于太元宝殿前东侧，为东配殿。屋顶正中立有一黄色葫芦。[4]
  - 财神殿：位于太元宝殿前西侧，为西配殿。屋顶正中立有一黄色葫芦。
  - 迎旭道院：位于太元宝殿前东侧。
  - 仪鹄道院：位于太元宝殿前西侧。
- 升表台、二圣殿：为第四进建筑。[6]
  - 入画亭：太元宝殿西山墙有一檐廊，檐下为蟠龙石柱，檐廊西侧是一个带石栏杆的平台，平台正中有一太湖石，平台北侧有入画亭，是一座六角攒尖亭，平台南侧的财神殿北山墙头有一个砖雕“福”字。平台以北是怡云楼。
  - 升表台：又名飞升台，传说茅盈当年在此驾鹤飞升，后来成为茅山道士拜符升表的场所。台高2米，9米见方，青石条砌成。台上四周有白色石栏，石栏板外侧壁面分别刻有道教八仙图案，间以太极八卦图。台上有石坊一座，坊高6米，宽约4米，正面坊额刻“三天门”三字，正面坊柱石刻对联：“修真句曲三峰顶，得道华阳八洞天”，背面坊额刻“飞升台”三字，背面坊柱石刻对联：“茅君跨鹤飞升去，羽士进表登台来。”升表台西侧有一座人字形阶梯，可供从入画亭所在平台登上升表台用，阶梯下方朝西有一个圆门，门上石额篆书“会仙桥”。
  - 二圣殿：位于升表台正北。供奉三茅真君的父亲茅祚、母亲许氏的贴金塑像。[6]
  - 白鹤厅：位于二圣殿东侧，是一座新建二层仿古楼阁。
  - 怡云楼：位于二圣殿西侧，是一座新建二层仿古楼阁。楼上陈列室内陈列有茅山“镇山四宝”：玉印、玉圭、玉符、哈砚，都是宋朝文物。[6]
- 观景回廊：2011年修缮中，将原办公区域改造为观景回廊，供游客休憩观景。观景回廊南端刻有“道教名山”四个大字。石栏上刻有传统吉祥图案，多源自道教故事，如葫芦、团扇、宝剑、莲花、花篮等八仙法器为“暗八仙”；大象驮宝瓶寓意“太平有象”。[4]
- 好运阁：2011年修缮中，将山顶的水塔改造为好运阁。 [4]

### 元符万宁宫
元符万宁宫，俗称“印宫”，位于茅山积金峰南麓。初名“潜神庵”，是茅山上清派第25代宗师刘混康清修之所。北宋元祐年间（1086年），宋哲宗的母后误吞尖针，卡在喉中，御医无策，道士刘混康用茅山道教符籙及丹药将母后治愈，宋哲宗乃赐茅山八件宝物，赐刘混康为“洞天通妙法师”。北宋绍圣四年（1098年）“元符观”始建，九年后建成，宋徽宗赐额“元符万宁宫”，并命江宁府发兵200人，供元符万宁宫及崇禧观洒扫巡逻。
宋哲宗所赐八件宝物中，有一枚刻着篆书阳文“九老仙都君印”的玉印，传说是用和氏壁的一部分制成，“夜食四两朱砂，日盖千张君印”。传说明朝洪武年间，玉印被收到皇宫，欲改制为皇帝玉玺“奉天承运文宝”，但三刻三试，印迹仍为“九老仙都君印”。明太祖只好在洪武十三年将玉印送还茅山。后每逢茅山庙会，来进香的信众都要到元符万宁宫，请道士在其腰带或香袋上加盖“九老仙都君印”，以求消灾迎祥。如此日久，元符万宁宫被俗称为“印宫”。
到21世纪初，元符万宁宫有房屋107间，面积3000多平方米。主要建筑有：
- 睹星门广场[8]
- 灵官殿[8]
- 万寿台：位于灵官殿后面，老子像前。创建于南宋孝宗乾道年间（1165年—1173年），原是“金箓道场”拜章上表之地，明朝、清朝多次修葺。万寿台上有三天门，高6米，宽2米，门头之上共有四层石雕，第一层是二龙戏珠浮雕，第二层是“三天门”石刻横额（明朝嘉靖年间刻），第三层是五只姿态不同的仙鹤浮雕，第四层是梁、檐、脊俱齐的石雕门顶。两侧的石柱高6.5米，分五级，第一级方形门柱（高3.4米，边长0.48米）；第二级立体盘龙柱（高1.5米）；第三级立体太极石墩（高0.4米）；第四级莲花石座（高0.4米）；第五级两石柱顶有一对高0.8米对视的雌雄坐狮。门正面两侧石柱刻对联“仙乐撤九霄，祝一人之有庆；天香招五鹤，祈四海之同春。”门背面横额上刻有“万寿台”三个字，两侧石柱刻对联：“翠献捧仙台华阳真气，丹崖飞绀殿河上玄风。”2007年，三天门被列为镇江市文物保护单位[9]。2000年，元符万宁宫被公布为句容市文物保护单位。
- 三天门广场[8]
- 老子像[8]
- 老子广场[8]
- 勉斋道院[8]
- 太极广场[8]
- 二十四孝图[8]

### 崇禧万寿宫
崇禧万寿宫，俗称“红庙”。位于大茅峰西北丁公山南。原是南朝时建的“曲林馆”，后为陶弘景的“华阳下馆”。唐朝贞观年间（627年至649年间），唐太宗为王法立（王远知）建“太平观”。宋朝敕改“崇禧祠”。元朝延祐六年（1319年）赐名“崇禧万寿宫”。宫前原有照壁，壁上嵌有“第八洞天，第一福地”八个石刻大字，旁边有昭明太子读书台。宫内原有灵官殿、章台、玉皇殿、三清殿、太元宝殿，祀三茅真君。宫内道院原有复古、威仪、四圣、葆真、三茅、天师、南极、玄坛、东华、三清、七真、三官共12房。
1957年和1964年，崇禧万寿宫先后两次被拆，宫迹全无。1966年兴建东进水库，宫址全部淹没。2011年。崇禧万寿宫复建工程开工，在原址东侧复建。2016年8月28日，茅山风景区举行崇禧万寿宫落成暨神像开光庆典，庆典由江苏省道教协会会长、句容市道教协会会长杨世华主持，庆典包括慈善助学仪式、明版《茅山志》首发式、茅山道教书画院挂牌等仪式。崇禧万寿宫恢复为宗教活动场所。
复建后的崇禧万寿宫设有大殿、法堂、三天门、养生谷、博物馆、书画院、知道堂、法箓院、斋堂、道教人才培训中心，并且还有养生谷、箓生楼、法箓院三个住宿区域。

### 葛仙观
葛仙观原名“青元观”，始建于北宋皇祐二年（1050年），由葛玄、葛洪故宅改建而成，主要供奉葛玄真人、葛洪真人。原来，该观内有紫微、北极、三官、东岳四房道院，还有葛玄炼丹用的一口井“青元丹井”，如今井栏收藏在华阳书院内。元朝、清朝，该观多次修缮。1970年代被全部拆除。2002年9月，经中共句容市委、句容市人民政府批准，茅山道院投入1300万元，在句容市葛仙湖公园内易地重建了新的葛仙观。新的葛仙观为茅山道院的组成部分，作为宗教活动场所开放。

## 其他宫观
茅山原有的宫观，部分已恢复重建，但与茅山道院没有隶属关系。其中，常州市金坛区的乾元观（原属茅山“三宫五观”之一）是一处坤道宫观，已作为宗教活动场所开放。茅山风景区先后复建了德祐观、仁祐观，属茅山风景区管理，未作为宗教活动场所开放。
- 德祐观：是茅山三宫五观之一，位于二茅峰顶峰，始建于元朝延祐年间（1314年至1320年间），专祀中茅君茅固。后渐荒废。清朝雍正、乾隆年间，由全真派道士沈一清重建。抗日战争中被侵华日军烧毁。1958年，德祐观仅存的三间破旧房屋被全部拆作他用。2010年5月13日奠基重建。2013年4月28日全面建成并正式对外开放[15][16]。2010年12月，句容市人民政府将“德祐观遗址”公布为句容市文物保护单位，时代为元代；2011年1月14日下发通知[17]；2013年6月句容市文物管理委员会立文物保护单位牌。
- 仁祐观：是茅山三宫五观之一，位于小茅峰顶，始建于元朝延祐年间（1314年至1320年间），专祀小茅君茅衷。清朝雍正、乾隆年间，由全真派道士沈一清重建。抗日战争中被侵华日军烧毁。2009年，茅山管委会将恢复重建和开发纳入茅山风景区近三年规划。2010年5月13日奠基重建，2013年4月28日全面建成并正式对外开放[16][18]。